# Osvaldo Cruz
Pour l’article ayant un titre homophone, voir Oswaldo Cruz.
Osvaldo Cruz est une municipalité brésilienne de l'État de São Paulo et la Microrégion d'Adamantina.

## Religion
Le christianisme est présent dans la ville comme suit:

### Église Catholique
L'église catholique de la commune fait partie du Diocèse de Marília.

### Église Protestante
Les croyances évangéliques les plus diverses sont présentes dans la ville, principalement pentecôtistes, notamment les Assemblées de Dieu brésiliennes (la plus grande église évangélique du pays),, Congrégation Chrétienne au Brésil, entre autres. Ces dénominations se développent de plus en plus dans tout le Brésil.